# Ariocarpus bravoanus
Ariocarpus bravoanus (лат.) — вид суккулентных растений рода Ариокарпус (Ariocarpus) семейства Кактусовые (Cactaceae), естественно произрастающий на северо-востоке Мексики.

## Название
Родовое латинское название Ariocarpus происходит от греческого aria (возможно, из-за сходства плодов с Sorbus aria) и греческого karpos — «фрукт»; или, возможно, является ошибочным образованием от греческого слова erion — шерсть, так как плоды появляются из мохнатой кроны растений.
Видовой латинский эпитет bravoanus был дан в честь доктора Элии Браво-Ольис (1901-2001), мексиканского ботаника и специалиста по кактусам из Национального автономного университета Мексики.

## Ботаническое описание
Растения небольшие, серо-зеленые, растут почти вровень с землей, 3-9 см в диаметре. Туберкулы плоские, треугольные, более или менее заостренные к вершине, выступающие лишь незначительно за основания стебля. Ареолы изменчивы, иногда шерстистые борозды вдоль туберкулы, игогда шерстистое пятна возле магушки туберкулы. 

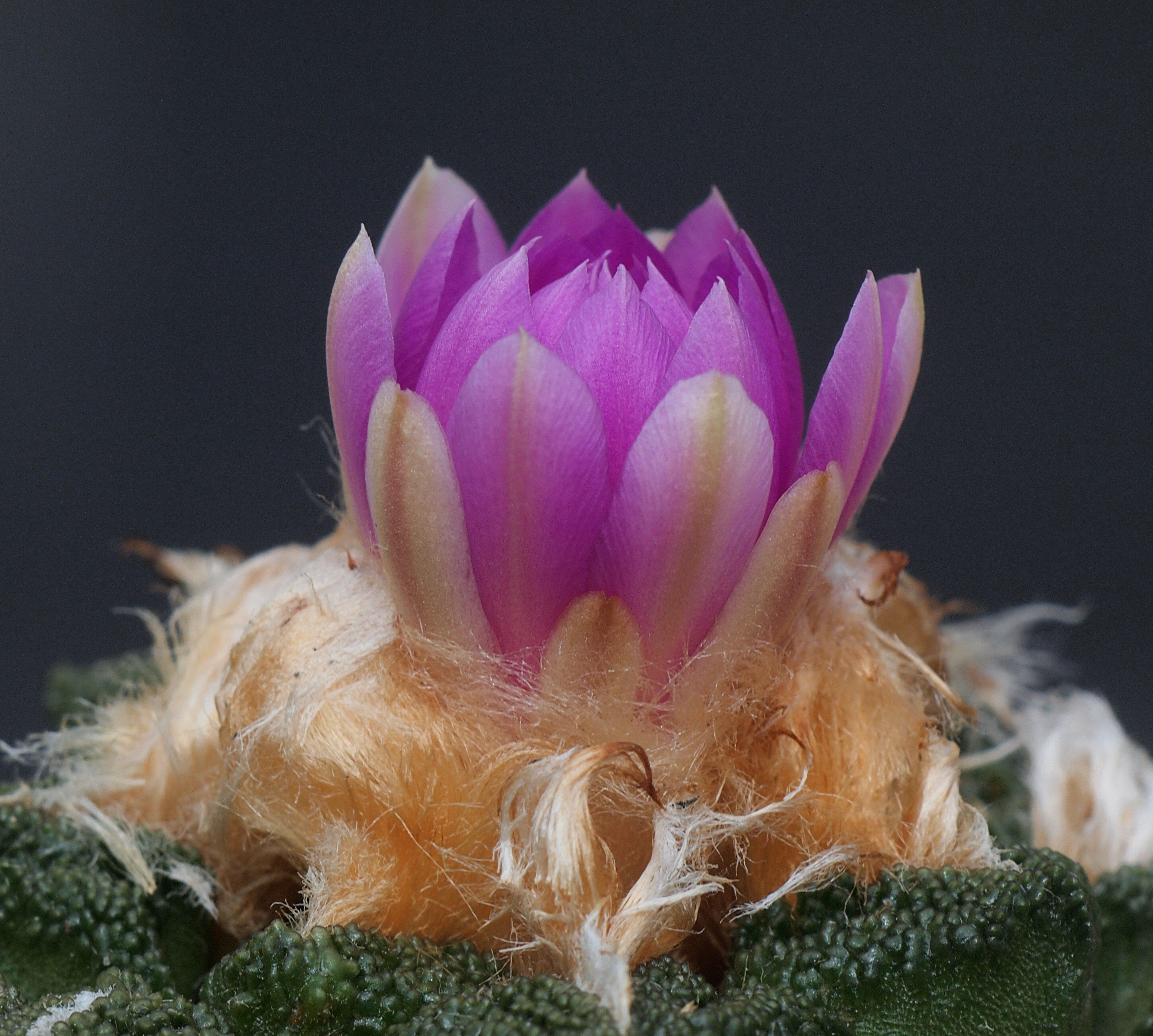
Цветение

Цветы крупные до 4-5 см пурпурного цвета. Плоды появляются редко, как правило, светло-коричневого цвета.

## Распространение и экология
Произрастает на небольшой территории в Мексике, недалеко от Сан-Луис-Потоси, преимущественно на известняках. Относится к редким видам и занесен в Appendix I of CITES.

## Таксономия
Ariocarpus bravoanus H.M.Hern. & E.F.Anderson, первое упоминание в Bradleya 10: 1 (1992).

### Синонимы
Гомотипные (основанные на одном и том же номенклатурном типе):
- Ariocarpus fissuratus subsp. bravoanus (H.M.Hern. & E.F.Anderson) Lüthy
- Ariocarpus kotschoubeyanus subsp. bravoanus (H.M.Hern. & E.F.Anderson) Halda

### Подвиды
Подтвержденные подвиды в соответствии с данными сайта Plants of the World Online на 2024 год:
- Ariocarpus bravoanus subsp. bravoanus
- Ariocarpus bravoanus subsp. hintonii (Stuppy & N.P.Taylor) E.F.Anderson & W.A.Fitz Maur.